# Erika Thümmel
Erika Thümmel (* 25. November 1959 in Graz) ist eine österreichische Künstlerin, Ausstellungsgestalterin und Restauratorin.

## Leben
Erika Thümmel wurde als vierte und letzte Tochter von Johannes und Theodora Thümmel geboren. Nach der Matura in Graz machte sie ihr Diplom als Restauratorin am „Opificio delle Pietre Dure“ in Florenz (Diplomarbeit über Holzfestigung). Danach begonnene Studien der Architektur und Kunstgeschichte wurden wegen ihres beruflichen Engagements nicht beendet. Sie arbeitete in den Werkstätten des Bundesdenkmalamtes in Wien, dann in Italien in der Soprintendenza di Matera und anschließend im Atelier von Friz Mang in New York City, bis sie dann 1983 ihr eigenes Atelier in Graz einrichtete, wo sie private, museale wie auch kirchliche Kunstwerke restauriert.
Sie entwarf Möbel mit Objektcharakter als sogenannte Wohnsubjekte und Hauswesen und realisierte zahlreiche künstlerische Installationen und Objekte. Außerdem gestaltete und organisierte sie zahlreiche kultur- und kunsthistorische Ausstellungen auf der ganzen Welt. Seit 2001 ist sie Lehrbeauftragte am Studiengang Informationsdesign, seit 2004 hauptberuflich Lehrende im Master „Ausstellungsdesign“ an der FH Joanneum in Graz.
Das Atelier Thümmel übersiedelte in das zentral gelegene 1786 errichtete Altstadthaus Jakoministraße 9, das von Thümmel als Auftraggeberin und Mitgestalterin im Zeitraum 2009–2011 renoviert wurde und dabei eine rote, künstlerische Fassadengestaltung von Michael Fanta erhielt.

## Arbeiten
Erika Thümmel ist als Künstlerin in vielen Bereichen tätig. Sie hat nicht nur „Wohnsubjekte“ oder „Hauswesen“ erschaffen, sondern sich auch mit dem Feminismus im Zusammenhang mit Kunst konzentriert und realisierte Werke zum Thema Vergänglichkeit. Sie arbeitet mit sehr unterschiedlichen Materialien von Frauenhaar, über Schokolade bis hin zu traditioneller Malerei. So ist z. B. die Reihe bekannter Grazer Feministinnen entstanden. Bei diesen Arbeiten hat sie mit Ölfarbe fast fotorealistische Porträts von Frauen auf haltbaren Doka-Platten gemalt.
Unter den von ihr gestalteten Ausstellungen sind der „Berg der Erinnerungen“, „Moderne in Dunkler Zeit“ und die Türme der Basilika Mariazell zu nennen.

## Wirken
Konservierung und Restaurierung von:
- Leinwandgemälde
- Holztafelbildern
- Gefasste Holzobjekte
- Bilderrahmen

Konservatorische Beratung und Betreuung von Ausstellungen:
- Objektdisplay
- Montagetechnik
- Diebstahlsicherung

Ausstellungsgestaltung